# لردو (کالیفرنیا)
لردو (به انگلیسی: Lerdo) یک منطقهٔ مسکونی در ایالات متحده آمریکا است که در شهرستان کرن، کالیفرنیا واقع شده‌است. لردو ۱۲۷ متر بالاتر از سطح دریا واقع شده‌است.